# Sondages sur les élections législatives islandaises de 2016
Pour un article plus général, voir Élections législatives islandaises de 2016.
Cet article est une liste de sondages sur les élections législatives islandaises de 2016.

## Résumé

Résumé des sondages depuis les dernières élections législatives.

## Liste
| Institut                      | Date               | Mouvement des verts et de gauche | Alliance | Parti pirate | Avenir radieux | Parti du progrès | Parti de l'indépendance | Renaissance | Autres |
| ----------------------------- | ------------------ | -------------------------------- | -------- | ------------ | -------------- | ---------------- | ----------------------- | ----------- | ------ |
| Résultats de 2013             | 18 avril 2013      | 10,87 %                          | 12,85 %  | 5,10 %       | 8,25 %         | 24,43 %          | 26,70 %                 |             |        |
| MMR                           | 30 novembre 2013   | 12,6 %                           | 13,8 %   | 9,0 %        | 15,2 %         | 15,0 %           | 26,8 %                  |             |        |
| Capacent                      | 24 décembre 2013   | 13,3 %                           | 15,1 %   | 10,7 %       | 13,1 %         | 16,4 %           | 25,3 %                  |             |        |
| MMR                           | 22 janvier 2014    | 11,0 %                           | 17,1 %   | 6,9 %        | 15,9 %         | 17,0 %           | 26,3 %                  |             | 5,6 %  |
| Capacent                      | 1er février 2014   | 12,7 %                           | 14,9 %   | 8,1 %        | 14,2 %         | 18,3 %           | 26,9 %                  |             |        |
| RÚV                           | 27 février 2014    | 13,0 %                           | 16,8 %   | 9,8 %        | 15,8 %         | 15,3 %           | 23,7 %                  |             | 5,6 %  |
|                               | 3 mars 2014        | 10,4 %                           | 14,0 %   | 9,3 %        | 16,4 %         | 14,6 %           | 29,0 %                  |             | 5,6 %  |
| MMR                           | 14 avril 2014      | 11,5 %                           | 15,1 %   | 11,0 %       | 17,1 %         | 14,4 %           | 23,9 %                  |             | 7,0 %  |
| MMR                           | 2 mai 2014         | 11,7 %                           | 17,4 %   | 9,0 %        | 15,5 %         | 14,1 %           | 25,1 %                  |             | 7,2 %  |
| MMR                           | 13 mai 2014        | 11,6 %                           | 16,4 %   | 9,6 %        | 19,4 %         | 12,3 %           | 22,1 %                  |             | 8,6 %  |
| MMR                           | 24 juin 2014       | 11,4 %                           | 16,5 %   | 8,3 %        | 21,8 %         | 11,4 %           | 25,0 %                  |             | 5,6 %  |
| MMR                           | 31 juillet 2014    | 11,6 %                           | 17,0 %   | 9,6 %        | 19,2 %         | 11,8 %           | 24,1 %                  |             | 6,7 %  |
| MMR                           | 28 août 2014       | 9,6 %                            | 20,3 %   | 10,3 %       | 17,6 %         | 9,6 %            | 26,6 %                  |             | 6,0 %  |
| MMR                           | 8 septembre 2014   | 10,4 %                           | 16,9 %   | 9,2 %        | 17,8 %         | 11,3 %           | 28,2 %                  |             | 6,2 %  |
| Gallup                        | 3 octobre 2014     | 13,0 %                           | 19,0 %   | 7,0 %        | 16,0 %         | 12,0 %           | 27,0 %                  |             |        |
| MMR                           | 4 novembre 2014    | 10,7 %                           | 16,1 %   | 11,3 %       | 18,6 %         | 12,3 %           | 23,6 %                  |             | 7,4 %  |
| Fréttablaðið                  | 17 novembre 2014   | 13,1 %                           | 19,2 %   | 9,2 %        | 12,5 %         | 12,8 %           | 32,9 %                  |             |        |
| Mbl                           | 16 décembre 2014   | 11,6 %                           | 16,1 %   | 11,4 %       | 16,2 %         | 11,0 %           | 29,0 %                  |             | 4,7 %  |
| MMR                           | 14 janvier 2015    | 11,9 %                           | 15,9 %   | 12,8 %       | 16,9 %         | 9,4 %            | 27,3 %                  |             | 5,8 %  |
| Gallup                        | 3 février 2015     | 11,0 %                           | 18,0 %   | 12,0 %       | 13,0 %         | 13,0 %           | 27,0 %                  |             | 6,0 %  |
| MMR                           | 19 février 2015    | 12,9 %                           | 14,5 %   | 12,8 %       | 15,0 %         | 13,1 %           | 25,5 %                  |             | 6,2 %  |
| Rúv                           | 2 mars 2015        | 11,2 %                           | 17,1 %   | 15,2 %       | 13,3 %         | 11,0 %           | 26,1 %                  |             | 6,1 %  |
| Fréttablaðið                  | 11 mars 2015       | 10,4 %                           | 16,1 %   | 21,9 %       | 9,2 %          | 10,1 %           | 28,0 %                  |             | 4,3 %  |
| MMR                           | 18 mars 2015       | 10,8 %                           | 15,5 %   | 23,9 %       | 10,3 %         | 11,0 %           | 23,4 %                  |             | 5,1 %  |
| MMR                           | 21 mars 2015       | 9,0 %                            | 16,3 %   | 29,1 %       | 9,0 %          | 11,6 %           | 23,4 %                  |             | 1,7 %  |
| Kjarninn                      | 26 mars 2015       | 10,2 %                           | 16,1 %   | 23,6 %       | 10,1 %         | 11,0 %           | 24,8 %                  |             | 4,2 %  |
| Gallup                        | 30 mars 2015       | 10,1 %                           | 15,8 %   | 21,7 %       | 10,9 %         | 10,8 %           | 25,0 %                  |             | 5,7 %  |
| Gallup                        | 30 avril 2015      | 10,6 %                           | 14,1 %   | 30,1 %       | 7,8 %          | 10,1 %           | 22,9 %                  |             | 4,4 %  |
| MMR                           | 4 mai 2015         | 10,8 %                           | 10,7 %   | 32,0 %       | 8,3 %          | 10,8 %           | 21,9 %                  |             | 5,5 %  |
| MMR                           | 26 mai 2015        | 10,4 %                           | 13,1 %   | 32,7 %       | 6,3 %          | 8,6 %            | 23,1 %                  |             | 5,6 %  |
| Gallup                        | 1er juin 2015      | 9,8 %                            | 12,4 %   | 34,1 %       | 7,4 %          | 8,9 %            | 23,0 %                  |             | 4,3 %  |
| MMR                           | 16 juin 2015       | 11,1 %                           | 11,8 %   | 34,5 %       | 6,7 %          | 11,3 %           | 21,2 %                  |             | 3,5 %  |
| FBL                           | 19 juin 2015       | 7,3 %                            | 11,1 %   | 37,5 %       | 3,3 %          | 8,5 %            | 29,5 %                  |             | 2,8 %  |
| MMR                           | 25 juin 2015       | 10,5 %                           | 11,6 %   | 32,4 %       | 6,8 %          | 10,0 %           | 23,3 %                  |             | 5,4 %  |
| Rúv                           | 29 juin 2015       | 10,3 %                           | 11,4 %   | 32,0 %       | 6,4 %          | 11,3 %           | 24,5 %                  |             | 4,1 %  |
| MMR                           | 30 juin 2015       | 12,0 %                           | 9,3 %    | 33,2 %       | 5,6 %          | 10,6 %           | 23,8 %                  |             | 5,5 %  |
| MMR                           | 4 août 2015        | 10,2 %                           | 9,6 %    | 35,0 %       | 4,4 %          | 12,2 %           | 23,1 %                  |             | 5,5 %  |
| Gallup                        | 7 août 2015        | 8,9 %                            | 12,2 %   | 32,3 %       | 5,0 %          | 12,4 %           | 24,0 %                  |             | 5,2 %  |
| Gallup                        | 1er septembre 2015 | 11,8 %                           | 9,3 %    | 35,9 %       | 4,4 %          | 11,1 %           | 21,7 %                  |             | 5,8 %  |
| MMR                           | 3 septembre 2015   | 9,6 %                            | 10,6 %   | 33,0 %       | 5,8 %          | 11,4 %           | 25,3 %                  |             | 4,3 %  |
| Gallup                        | 2 octobre 2015     | 10,6 %                           | 10,1 %   | 34,6 %       | 5,6 %          | 10,1 %           | 24,4 %                  |             | 4,6 %  |
| MMR                           | 21 octobre 2015    | 11,8 %                           | 11,3 %   | 34,2 %       | 6,5 %          | 10,4 %           | 21,7 %                  |             | 4,1 %  |
| Gallup                        | 4 novembre 2015    | 11,1 %                           | 10,6 %   | 35,5 %       | 4,6 %          | 9,6 %            | 24,6 %                  |             | 4,4 %  |
| MMR                           | 16 novembre 2015   | 9,9 %                            | 10,5 %   | 35,3 %       | 4,6 %          | 10,8 %           | 23,7 %                  |             | 5,2 %  |
| Gallup                        | 4 décembre 2015    | 11,4 %                           | 10,1 %   | 32,9 %       | 3,9 %          | 12,0 %           | 24,8 %                  |             | 4,9 %  |
| MMR                           | 18 décembre 2015   | 11,4 %                           | 12,9 %   | 34,9 %       | 5,3 %          | 11,5 %           | 20,6 %                  |             | 3,4 %  |
| Gallup                        | 2 janvier 2016     | 10,2 %                           | 10,4 %   | 33,1 %       | 4,2 %          | 12,0 %           | 25,2 %                  |             | 4,9 %  |
| Fréttablaðið                  | 30 janvier 2016    | 9,6 %                            | 9,9 %    | 41,8 %       | 1,6 %          | 10,2 %           | 23,2 %                  |             | 3,7 %  |
| MMR                           | 2 février 2016     | 11,0 %                           | 9,4 %    | 35,6 %       | 4,4 %          | 12,2 %           | 21,1 %                  |             | 5,9 %  |
| Gallup                        | 2 février 2016     | 10,8 %                           | 9,2 %    | 35,3 %       | 3,6 %          | 12,0 %           | 24,4 %                  |             | 4,7 %  |
| Gallup                        | 2 mars 2016        | 10,8 %                           | 9,7 %    | 35,9 %       | 3,3 %          | 11,0 %           | 23,7 %                  |             | 5,6 %  |
| MMR                           | 2 mars 2016        | 7,8 %                            | 7,8 %    | 37,0 %       | 4,2 %          | 12,8 %           | 23,4 %                  |             | 7,0 %  |
| Fréttablaðið                  | 9 mars 2016        | 8,4 %                            | 8,2 %    | 38,1 %       | 1,8 %          | 12,8 %           | 27,6 %                  |             | 3,1 %  |
| MMR                           | 18 mars 2016       | 9,3 %                            | 9,2 %    | 38,3 %       | 4,2 %          | 12,4 %           | 22,9 %                  |             | 3,4 %  |
| Gallup                        | 1er avril 2016     | 11,0 %                           | 9,5 %    | 36,1 %       | 3,2 %          | 12,0 %           | 23,2 %                  | 2,1 %       | 2,9 %  |
| U. Iceland                    | 5 avril 2016       | 14,9 %                           | 8,1 %    | 39,4 %       | 4,4 %          | 10,0 %           | 18,8 %                  |             | 4,4 %  |
| Fréttablaðið                  | 5 avril 2016       | 11,2 %                           | 10,2 %   | 43,0 %       | 3,8 %          | 7,9 %            | 21,6 %                  |             | 2,3 %  |
| MMR                           | 6 avril 2016       | 12,8 %                           | 9,9 %    | 36,7 %       | 5,8 %          | 8,7 %            | 22,5 %                  |             | 3,6 %  |
| Gallup                        | 7 avril 2016       | 16,7 %                           | 7,6 %    | 32,4 %       | 5,6 %          | 10,8 %           | 21,9 %                  | 3,3 %       | 1,7 %  |
| Maskína                       | 8 avril 2016       | 20,0 %                           | 7,2 %    | 34,2 %       | 5,2 %          | 9,4 %            | 21,3 %                  |             | 2,7 %  |
| U. Iceland                    | 8 avril 2016       | 14,7 %                           | 9,5 %    | 30,9 %       | 4,8 %          | 12,9 %           | 23,3 %                  |             | 3,9 %  |
| Gallup                        | 13 avril 2016      | 19,8 %                           | 9,0 %    | 29,3 %       | 5,0 %          | 6,9 %            | 26,7 %                  | 2,7 %       | 0,6 %  |
| Gallup                        | 30 avril 2016      | 18,4 %                           | 8,3 %    | 26,6 %       | 5,2 %          | 10,5 %           | 27,0 %                  | 3,5 %       | 0,5 %  |
| MMR                           | 3 mai 2016         | 14,0 %                           | 9,7 %    | 28,9 %       | 3,4 %          | 11,2 %           | 27,8 %                  |             | 5,0 %  |
| Fréttablaðið                  | 6 mai 2016         | 14,0 %                           | 8,4 %    | 31,8 %       | 4,0 %          | 8,3 %            | 29,9 %                  |             | 3,6 %  |
| Fréttablaðið                  | 12 mai 2016        | 19,8 %                           | 7,4 %    | 30,3 %       | 3,1 %          | 6,5 %            | 31,1 %                  |             | 1,8 %  |
| MMR                           | 13 mai 2016        | 15,8 %                           | 7,5 %    | 31,0 %       | 4,9 %          | 10,4 %           | 26,3 %                  |             | 2,5 %  |
| Háskóli Íslands               | 17 mai 2016        | 18,9 %                           | 8,9 %    | 25,8 %       | 4,8 %          | 8,2 %            | 28,2 %                  | 3,5 %       | 1,7 %  |
| Fréttablaðið / Stöð 2 / Vísir | 27 mai 2016        | 18,1 %                           | 6,1 %    | 28,7 %       | 2,5 %          | 7,3 %            | 31,5 %                  |             | 5,8 %  |
| Gallup                        | 1er juin 2016      | 16,8 %                           | 7,7 %    | 27,4 %       | 4,0 %          | 10,2 %           | 28,5 %                  | 4,3 %       | 1,1 %  |
| Háskóli Íslands               | 4 juin 2016        | 16,5 %                           | 7,2 %    | 28,3 %       | 3,8 %          | 11,8 %           | 23,9 %                  | 7,9 %       | 0,6 %  |
| Háskóli Íslands               | 14 juin 2016       | 15,9 %                           | 7,6 %    | 29,9 %       | 2,9 %          | 11,1 %           | 22,7 %                  | 9,1 %       | 0,8 %  |
| Háskóli Íslands               | 24 juin 2016       | 17,0 %                           | 9,0 %    | 28,0 %       | 4,5 %          | 9,5 %            | 19,7 %                  | 9,7 %       | 2,6 %  |
| Gallup                        | 29 juin 2016       | 15,2 %                           | 8,2 %    | 27,9 %       | 3,4 %          | 10,0 %           | 25,1,%                  | 9,4 %       | 0,8 %  |
| MMR                           | 7 juillet 2016     | 18,0 %                           | 10,9 %   | 24,3 %       | 2,9 %          | 6,4 %            | 25,3 %                  | 6,7 %       | 5,4 %  |
| MMR                           | 25 juillet 2016    | 12,9 %                           | 8,4 %    | 26,8 %       | 3,9 %          | 8,3 %            | 24,0 %                  | 9,4 %       | 6,3 %  |
| Gallup                        | 29 juillet 2016    | 16,8 %                           | 8,0 %    | 25,3 %       | 4,2 %          | 9,9 %            | 26,2 %                  | 9,0 %       | 0,6 %  |
| MMR                           | 30 août 2016       | 12,4 %                           | 9,1 %    | 22,4 %       | 4,5 %          | 10,6 %           | 24,6 %                  | 8,8 %       | 7,6 %  |
| Gallup                        | 6 septembre 2016   | 16,2 %                           | 8,3 %    | 25,8 %       | 2,9 %          | 9,0 %            | 26,3 %                  | 10,6 %      | 0,9 %  |
| Fréttablaðið / Stöð 2 / Vísir | 8 septembre 2016   | 12,7 %                           | 7,5 %    | 29,5 %       | 2,0 %          | 10,7 %           | 28,2 %                  | 6,7 %       | 2,7 %  |
| Gallup                        | 16 septembre 2016  | 13,5 %                           | 8,8 %    | 23,1 %       | 2,9 %          | 9,4 %            | 25,5 %                  | 12,2 %      | 4,6 %  |
| MMR                           | 22 septembre 2016  | 13,2 %                           | 8,1 %    | 22,7 %       | 4,1 %          | 11,0 %           | 22,7 %                  | 11,5 %      | 6,7 %  |
| MMR                           | 26 septembre 2016  | 11,5 %                           | 9,3 %    | 21,6 %       | 4,9 %          | 12,2 %           | 20,6 %                  | 12,3 %      | 6,7 %  |
| Fréttablaðið / Stöð 2 / Vísir | 28 septembre 2016  | 12,9 %                           | 5,9 %    | 19,9 %       | 3,6 %          | 12,6 %           | 34,6 %                  | 7,3 %       | 3,2 %  |
| Gallup                        | 30 septembre 2016  | 15,6 %                           | 8,5 %    | 20,6 %       | 4,7 %          | 8,2 %            | 23,7 %                  | 13,4 %      | 5,4 %  |
| Fréttablaðið / Stöð 2 / Vísir | 5 octobre 2016     | 12,6 %                           | 8,8 %    | 19,2 %       | 6,9 %          | 11,4 %           | 25,9 %                  | 6,9 %       | 8,3 %  |
| Fréttablaðið / Stöð 2 / Vísir | 12 octobre 2016    | 15,1 %                           | 7,3 %    | 22,8 %       | 8,2 %          | 8,5 %            | 22,7 %                  | 8,4 %       | 7,0 %  |
| Gallup                        | 14 octobre 2016    | 14,5%                            | 7,1%     | 18,3%        | 7,7%           | 9,8%             | 22,6%                   | 12,4%       | 7,6%   |
| Háskóli Íslands               | 14 octobre 2016    | 17,7 %                           | 6,9 %    | 17,5 %       | 7,7 %          | 8,6 %            | 21.5%                   | 11,4 %      | 8,7 %  |
| MMR                           | 14 octobre 2016    | 14,5 %                           | 9,0 %    | 19,6 %       | 8,2 %          | 9,2 %            | 21,4 %                  | 10,2 %      | 7,9 %  |
| Fréttablaðið / Stöð 2 / Vísir | 18 octobre 2016    | 19,2 %                           | 6,5 %    | 20,7 %       | 7,4 %          | 8,5 %            | 23,7 %                  | 6,6 %       | 7,4 %  |
| Háskóli Íslands               | 21 octobre 2016    | 18,6 %                           | 6,5 %    | 22,6 %       | 6,0 %          | 9,1 %            | 21,1 %                  | 8,8 %       | 7,3 %  |
| MMR                           | 26 octobre 2016    | 16,0 %                           | 7,6 %    | 19,1 %       | 8,8 %          | 10,0 %           | 21,9 %                  | 9,3 %       | 7,3 %  |
| Fréttablaðið / Stöð 2 / Vísir | 26 octobre 2016    | 16,4 %                           | 6,0 %    | 20,3 %       | 5,1 %          | 11,2 %           | 25,1 %                  | 10,8 %      | 5,1 %  |
| Háskóli Íslands               | 27 octobre 2016    | 16,8 %                           | 5,7 %    | 21,2 %       | 6,7 %          | 10,1 %           | 22,5 %                  | 11,4 %      | 5,5 %  |
| Fréttablaðið / Stöð 2 / Vísir | 27 octobre 2016    | 16,4 %                           | 5,7 %    | 18,4 %       | 6,3 %          | 9,9 %            | 27.3 %                  | 10,5 %      | 5,5 %  |
| Gallup                        | 28 octobre 2016    | 16,5 %                           | 7,4 %    | 17,9 %       | 6,8 %          | 9,3 %            | 27,0 %                  | 8,8 %       |        |
| MMR                           | 28 octobre 2016    | 16,2 %                           | 6,1 %    | 20,5 %       | 6,7 %          | 11,4 %           | 24,7 %                  | 8,9 %       | 5,5 %  |
| Institut                      | Date               | Mouvement vert de gauche         | Alliance | Parti pirate | Avenir radieux | Parti du progrès | Parti de l'indépendance | Renaissance | Autres |